# Responsabilidad penal
Responsabilidad penal es la consecuencia jurídica derivada de la comisión de un hecho tipificado en una ley penal por un sujeto, y siempre que dicho hecho sea contrario al orden jurídico, es decir, sea antijurídico; además de punible. Generan responsabilidad penal todas aquellas acciones humanas (entendidas como voluntarias) que lesionen o generen un riesgo de lesión a un bien protegido por el ordenamiento jurídico (por ejemplo: vida, integridad física, libertad, honor, orden público, etc.). La comisión de un delito o falta generará responsabilidad penal.
La responsabilidad penal se concreta en la imposición de una pena, que bien puede ser de privativa de libertad (como la pena de prisión o la localización permanente), privativa de otros derechos (como el derecho a portar armas, el derecho a conducir vehículos a motor, el derecho a residir en un lugar determinado, etc.), pudiendo también consistir dicha pena en una multa pecuniaria.

## Tipos de responsabilidad penal
- Común: cuando el delito cometido puede ser realizado por cualquier individuo, como por ejemplo: el robo, el abuso sexual o el homicidio.
- Especial: cuando el delito es cometido por un funcionario público aprovechándose de su condición, por ejemplo: el peculado (malversación de caudales públicos), la prevaricación o la concusión.

## Diferencia con la responsabilidad civil
De la comisión de un hecho punible se derivan responsabilidades penales y responsabilidades civiles. No obstante, ambas son diferentes e independientes la una de la otra.
La responsabilidad penal no busca resarcir o compensar a la víctima del delito, sino más bien, una vez concretada en una pena que se impone al sujeto que ha delinquido, se orienta a la resocialización del mismo procurando que este no vuelva a cometer otro hecho delictivo. La responsabilidad civil, por su parte, busca resarcir al titular del bien jurídico lesionado, ofreciéndole una compensación económica por el daño que el hecho delictivo le provocó. La responsabilidad civil puede ser contractual o extracontractual, aunque aquella derivada de un delito será extracontractual, en cuanto tiene su origen en un acto lesivo respecto a unos intereses privados.
En ocasiones dichos conceptos se confunden, y sobre todo en el derecho anglosajón, dado que ambas responsabilidades pueden llevar a obligaciones pecuniarias. Sin embargo, existen varias diferencias:
- Finalidad distinta: La responsabilidad penal sanciona, y la civil repara un daño.
- La cantidad de la cuantía a pagar se calcula con diferentes medidas: Una multa (responsabilidad penal) estará basada principalmente en la gravedad del hecho delictivo, mientras que la responsabilidad civil busca resarcir un daño a la víctima.
- Normalmente el destinatario también es distinto: La responsabilidad penal se suele pagar al Estado, y la civil a la víctima.

## Responsabilidad penal de las personas jurídicas
La responsabilidad penal de las personas jurídicas fue introducida en el ordenamiento español en virtud de la LO 5/2010, siendo ministro de justicia Francisco Caamaño Domínguez. De este modo se superaba de forma definitiva el principio societas delinquere non potest, que había imperado desde el principio del siglo XX en los ordenamientos jurídicos herederos del derecho romano.
Su introducción fue consecuencia de una corriente internacional que en Europa había comenzado con la Recomendación 18 (1988) del Consejo de Europa, si bien los países de common law habían reconocido desde finales del siglo XIX que las empresas también podían ser sujetos de responsabilidad penal. También la Unión Europea ha dictado diversas decisiones marco y directivas en que se reconoce la responsabilidad penal de las personas jurídicas.